# Jaume Duch Guillot
Jaume Duch Guillot (n. februarie 1962, Barcelona, Spania), este purtătorul de cuvânt al Parlamentului European din iulie 2008.
În calitate de purtător de cuvânt al Parlamentului European, domnul Duch Guillot răspunde întrebărilor presei, în special corespondenților acreditați din Bruxelles, referitoare la Parlamentul European. Dumnealui prezidează conferințele de presă privind sesiunea Parlamentului  și îl ajută pe președintele Parlamentului European în relațiile cu presa.
Jaume Duch Guillot este, de asemenea, șeful Direcției mass-media în cadrul Direcției Generale pentru Comunicare a Parlamentului European, ce include departamentele presă, comunicare pe web, servicii audiovizuale și EuroparlTV, postul de televiziune al Parlamentului.
Înainte de a deveni director și purtător de cuvânt al Parlamentului European, domnul Duch Guillot a fost șef de unitate la departamentul de presă (1999-2006) și consilier de presă al președintelui Parlamentului European de atunci, José Maria Gil-Robles.
Dumnealui și-a început cariera în cadrul administrației Parlamentului ca funcționar în 1990, iar înainte a fost asistentul unui membru al Parlamentului European (1987-1989) dintr-un partid catalan și profesor asociat de drept internațional public și drept european la Universitatea din Barcelona (1986-1990).
Jaume Duch Guillot vorbește spaniola, catalana, franceza, engleza și italiana. Este căsătorit, are trei copii și locuiește în Bruxelles. A publicat numeroase articole pe teme legate de Uniunea Europeană și comunicare.

## Nume
1. ↑  Parlamentul European - Serviciul de presă
2. ↑  Parlamentul European - Direcția Generală Comunicare din Secretariatul general
3. ↑  Curriculum Vitae Jaume Duch Guillot
4. ↑  El Pais Online